# Heiko Scholz
Heiko Scholz (* 7. Januar 1966 in Görlitz) ist ein deutscher Fußballtrainer und ehemaliger Fußballspieler. Derzeit gehört er dem Trainerstab von Dynamo Dresden an.

## Fußball-Laufbahn

### Spieler
Über die Jugendmannschaften von Dynamo Görlitz, Dynamo Dresden und der ISG Hagenwerder begann seine Karriere im Männerbereich 1984 beim DDR-Oberligisten Chemie Leipzig. Er gehörte sofort zur Stamm-Mannschaft und bestritt alle 26 Punktspiele, in denen er wahlweise im Angriff und im Mittelfeld eingesetzt wurde. Nebenbei absolvierte er eine Lehre zum Instandhaltungsmechaniker. Am Saisonende 1984/85 stieg Chemie Leipzig in die DDR-Liga ab. In der DDR-Liga-Saison 1985/86 absolvierte Scholz 32 Punktspiele (11 Tore). Nachdem Chemie Leipzig den Wiederaufstieg verpasst hatte, wechselte Scholz zu Saisonbeginn 1986/87 zum Lokalrivalen und DDR-Vizemeister 1. FC Lokomotive Leipzig. Es dauerte bis zum 6. Spieltag, bis der 1,73 m große Mittelfeldspieler in der Oberligamannschaft zum Einsatz kam, danach bestritt er jedoch alle übrigen Punktspiele in der Oberliga. Am 13. Juni 1987 stand Scholz mit dem 1. FC Lok im Endspiel um den DDR-Fußballpokal, das die Leipziger mit Scholz als linkem Mittelfeldspieler gegen Hansa Rostock mit 4:1 gewannen.
1986 wurde Scholz in den Kader der DDR-Nachwuchsnationalmannschaft aufgenommen, für die er bis 1987 sechs Länderspiele bestritt. Am 29. April 1987 erhielt er seine erste Berufung in die A-Nationalmannschaft. Beim EM-Qualifikationsspiel Sowjetunion – DDR (2:0) in Kiew wurde er in der 55. Minute für den Angriffsspieler Ulf Kirsten eingewechselt. Bis 1990 bestritt Scholz sieben Länderspiele mit der A-Auswahl. Er gehörte dabei zu den 14 Akteuren, die am 12. September 1990 gegen Belgien das letzte Match einer DDR-Auswahl mit einem 2:0 auswärts siegreich gestalteten. 1988 wurde er als Einwechselspieler in zwei unbedeutenden Qualifikationsspielen der DDR-Olympiaauswahl eingesetzt; die DDR hatte bereits zuvor die Teilnahme am olympischen Fußballturnier in Seoul verspielt.
Scholz blieb bis 1990 Stammspieler bei Lok Leipzig und bestritt in diesen vier Spielzeiten 86 von 104 ausgetragenen Punktspielen. 1988 erreichte er mit der Lok-Mannschaft die DDR-Vizemeisterschaft. Außerdem wirkte er in 15 nationalen und zwölf Europapokalspielen mit. Zur Saison 1990/91 ging er zu Dynamo Dresden zurück, die Ablöse in Höhe von einer Million Mark war die höchste, die in der DDR-Oberliga für einen Spieler gezahlt wurde. Für Dresden bestritt er in der letzten DDR-Oberligaspielzeit 25 und in der ersten Bundesligasaison 1991/92 der Dresdner 32 Punktspiele. 1992 wechselte er zu Bayer 04 Leverkusen. Zunächst hatte Scholz auch dort großen Erfolg. Am 12. Juni 1993 stand er mit Bayer erneut in einem Pokalfinale. Im Endspiel um den DFB-Pokal gewann er als linker Mittelfeldspieler mit seiner Mannschaft das Endspiel gegen die Hertha BSC Amateure mit 1:0. Außerdem wurde er am 14. Oktober 1992 für ein Spiel in die deutsche Fußballnationalmannschaft berufen (Deutschland – Mexiko 1:1). Nach 75 Bundesligaspielen in drei Spielzeiten verließ Scholz Bayer Leverkusen und schloss sich im Sommer 1995 Vizemeister Werder Bremen an. Mit 30 bzw. 21 Bundesligaeinsätzen in den Spielzeiten 1995/96 und 1996/97 gehörte er auch in Bremen zum Spielerstamm. 1997 bestritt er lediglich die Begegnung des 2. Saisonspieltages und wechselte zu Beginn der Rückrunde in die 2. Bundesliga zu Fortuna Köln, wo er bis zum Saisonende noch neun Punktspiele bestritt. In der Hinrunde der Saison 1998/99 kam er für die Kölner in elf Zweitligaspielen zum Einsatz, um anschließend in der Rückrunde noch neun Punktspiele für die SG Wattenscheid 09 in der 2. Bundesliga zu absolvieren. In der Spielzeit 1999/2000 ließ Scholz seine Karriere in der dritthöchsten Spielklasse beim Dresdner SC ausklingen.
Scholz ist Mitglied der Bayer-04-Traditionsmannschaft, mit der er noch aktiv am Spielbetrieb teilnimmt.

### Trainer
Nach seiner Spielerkarriere machte Scholz den Fußballlehrerschein, er war ab Januar 2003 beim MSV Duisburg als Trainerassistent beschäftigt. Im Dezember 2005, gegen Ende der Saison 2005/06, sowie im November 2008 betreute Scholz jeweils nach Trainerentlassungen als Interimstrainer die Mannschaft des MSV. Er wollte allerdings auch 2008 von sich aus nicht dauerhaft den Posten des Cheftrainers übernehmen und so wurde Peter Neururer als neuer Trainer verpflichtet. Im April 2009 gab der MSV bekannt, dass Scholz den Verein nach über sechs Jahren am Saisonende wegen Sparmaßnahmen verlassen müsse. Daraufhin reichte Scholz nach Saisonende eine Klage auf Wiedereinstellung ein, die er aber später wieder zurückzog, da er sich mit dem Verein außergerichtlich einigen konnte. Am 14. Dezember 2009 übernahm er den Trainerposten beim TSV Germania Windeck, zu diesem Zeitpunkt Spitzenreiter in der fünftklassigen NRW-Liga. 2011 schaffte die Germania den Aufstieg in die Regionalliga und gewann den Mittelrheinpokal, der ihr die Teilnahme am DFB-Pokalwettbewerb sicherte. In der Saison 2011/12 trainierte Scholz den FC Viktoria Köln, mit dem er ebenfalls den Aufstieg in die Regionalliga anpeilte. Dazu konnte er ehemalige Bundesligaprofis wie Mariusz Kukiełka und Markus Kurth (als Co-Trainer) sowie weitere Spieler von Germania Windeck überzeugen, ihn zur Viktoria zu begleiten. Am 13. November 2012 trennten sich die Viktoria und Scholz einvernehmlich; Grund sollen „unterschiedliche Auffassungen“ über die Zukunftsausrichtung des Klubs gewesen sein. Am 7. Oktober 2013 unterschrieb er einen Vertrag beim 1. FC Lokomotive Leipzig, der seinerzeit noch in der Regionalliga Nordost spielte; 2014 stieg er mit der Mannschaft in die Oberliga (Süd) ab, in der Saison 2015/16 gelang der Wiederaufstieg. Ende September 2018 wurde er nach fünf Jahren von seinem Cheftrainerposten freigestellt, nachdem aus den ersten neun Spieltagen nur acht Punkte geholt wurden.
Am 10. Dezember 2018 stellte Regionalligist Wacker Nordhausen Scholz als neuen Trainer vor. Den Thüringer Verein verließ Scholz ein Jahr später wieder und wurde Anfang Dezember 2019, nach der Trennung von Cristian Fiél, Interimstrainer bei Dynamo Dresden. Dort betreute er die Mannschaft bis zur Verpflichtung Markus Kauczinskis und wurde anschließend zu dessen Assistenten.
Im April 2024 wurde Scholz nach der Trennung von Markus Anfang bis zum Ende der Saison 2023/24 erneut Interimstrainer. Die Mannschaft stand auf dem 4. Platz der 3. Liga und hatte vier Spieltage vor dem Saisonende drei Punkte Rückstand auf den Aufstiegsrelegationsplatz und sechs Punkte Rückstand auf einen Aufstiegsplatz. Nach 4 Punkten aus den folgenden 3 Spielen war der Aufstieg vor dem letzten Spieltag nicht mehr möglich. Die Mannschaft beendete die Saison schließlich auf dem 4. Platz und qualifizierte sich somit für den DFB-Pokal. Im letzten Spiel unter Scholz wurde noch der Sachsenpokal gewonnen. Zur Saison 2024/25 rückte Scholz unter dem neuen Cheftrainer Thomas Stamm wieder auf die Position des Co-Trainers.

### Statistik
- DDR-Oberliga: 137 Spiele/10 Tore
- DDR-Liga: 32/11
- Bundesliga: 159/11
- 2. Bundesliga: 29/0
- Regionalliga: 9/0
- Europapokal: 30/1

### Erfolge
- DDR-Pokalsieger 1987 (1. FC Lok Leipzig)
- Europapokalfinalist 1987 (1. FC Lok Leipzig)
- DDR-Vizemeister 1988 (1. FC Lok Leipzig)
- DDR-Vizemeister 1991 (Dynamo Dresden)
- DFB-Pokalsieger 1993 (Bayer 04 Leverkusen)
- 2-mal Aufstieg in die 1. Bundesliga mit dem MSV Duisburg (als Co-Trainer; 2005 und 2007)

## Privates
Scholz machte eine Lehre als Instandhaltungsmechaniker. Er lebt mit seiner Frau in Leichlingen bei Leverkusen, das Paar hat zwei Töchter.